# 朱希孝
朱希孝（1518年—1574年），字纯卿，明朝南直隶怀远人，第一代成国公（东平武烈王）朱能的玄孙，成国荣康公朱鳳的儿子，第七代成国公（定襄恭靖王）朱希忠的弟弟。

## 生平
生于正德十三年戊寅（1518年），嘉靖十三年，朱希孝以蔭授锦衣勋卫，累升锦衣都督。嘉靖四十二年（1563年），蒙古土默特部王子辛爱黄台吉妻子的义父通汉被蓟镇副总兵胡镇擒获，蓟辽总督杨选扣押通汉，要求其子每半年轮番入关当人质。辛爱黄台吉率军攻打蓟镇，明世宗派朱希孝以纵容通汉勾贼之罪，将杨选下诏狱处死。嘉靖四十五年（1566年），大兴知县高世儒奉诏核逃役，朱希孝以他勾核禁军的理由追劾高世儒。畿辅学政颜鲸弹劾朱希孝乱法，禁军子弟家人冒认禁卫名逃役。高世儒无罪，罪在锦衣。世宗责颜鲸诋诬勋臣，贬为安仁典史。冯保与张居正想要陷害高拱，都御史葛守礼与朱希孝审讯，在杨博的保护下，高拱得免于难。万历元年（1573年），成国公朱希忠去世，朱希孝贿赂冯保按照张懋之例赠王，大学士张居正同意，朱希忠追封定襄王，谥恭靖。萬曆二年（1574年）三月廿三日，朱希孝去世，享年五十七，四月十三日，朝廷贈故太保、兼太子太傅、掌錦衣衛事、後軍都督府左都督朱希孝为太傅，諡忠僖。

## 家族
娶灵璧侯湯紹宗女湯氏，封一品夫人。長子朱時豐，早夭。